# Niall mac Aodha Ó Domhnaill
Niall mac Aodha Ó Domhnaill (mort en 1348) est le 9e O'Donnell ou Ua Domhnaill  du clan, et roi de Tír Chonaill en Irlande de  1342 à 1343.

## Famille
Niall mac Aodha Ó Domhnaill est le troisième des fils de Áed mac Domnaill Óic Ó Domhnaill.

## Règne
En 1342 il surprend et tue son frère aîné Conchobar mac Aodha Ó Domhnaill dans sa résidence de Murbhach et se fait proclamer chef du Clan Ó Domhnaill ; l'année suivante il est chassé par l’aîné de ses neveux, Aonhgus mac Conchobhair Ó Domhnaill, qui est proclamé 10e Ua Domhnaill. En 1348, Niall est tué par le cadet de ses frères Maghnus Meabhlach Ó Domhnaill (mort en 1363) dans le port d'Inis-Saimer. Son neveu Aonhgus mac Conchobhair, qui lui disputait le seigneurie, demeure seul Ó Domhnaill.

## Postérité
- Toirdhealbhach an Fhíona mac Néill Ó Domhnaill 12e Ó Domhnaill

### Sources
- (en) Art Cosgrove, New History of Irland,Volume II ‘’Medieval Ireland 1169-1534’’, Oxford, Oxford University Press, 2008, 1066 p. (ISBN 978-0-19-953970-3, lire en ligne)
- (en) T.W Moody, F.X. Martin et F.J. Byrne, A New History of Ireland IX Maps, Genealogies, Lists. A companion to Irish History part II, Oxford, Oxford University Press, 2011, 690 p. (ISBN 978-0-19-959306-4).